# Swertia assamensis
Swertia assamensis är en gentianaväxtart som beskrevs av H. Smith. Swertia assamensis ingår i släktet Swertia och familjen gentianaväxter. Inga underarter finns listade i Catalogue of Life.